# TI-99/4A

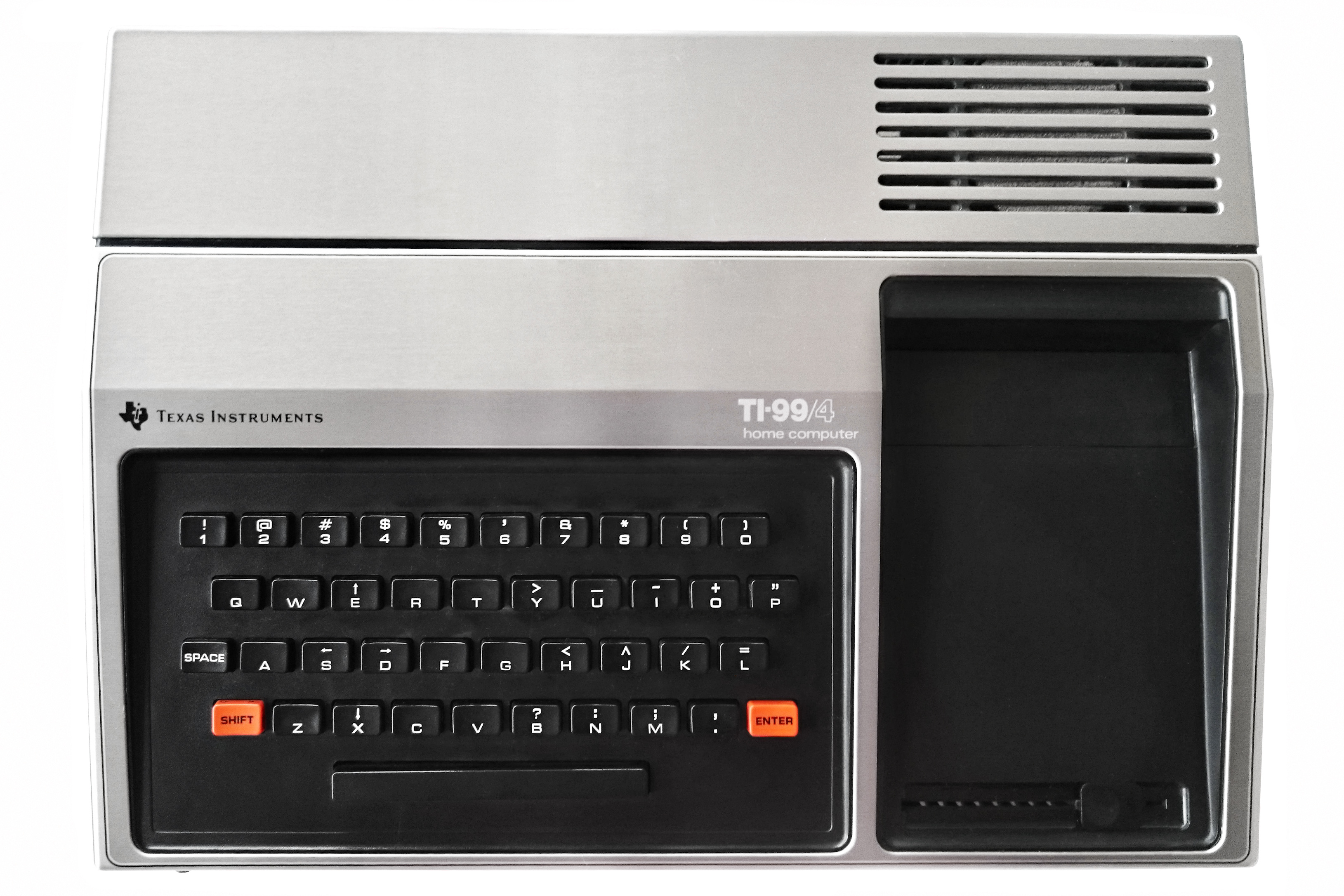
TI-99/4

O Texas Instruments TI-99/4A foi um pioneiro dentre os computadores domésticos, lançado no mercado estadunidense em Junho de 1981, ao preço de US$ 525. Constituía-se numa versão aperfeiçoada do menos bem sucedido e mais raro modelo TI-99/4, lançado em 1979 ao preço de US$1.150. O TI-99/4A ostentava um modo gráfico adicional, caracteres em "caixa baixa" ("maiúsculas pequenas", na verdade) e um teclado profissional. Seu predecessor, o TI-99/4, possuía um teclado tipo "chiclete" e nenhum recurso para escrever texto em minúsculas. 